# Sustitución de Euler
La sustitución de Euler es un método para evaluar integrales de la forma
{\displaystyle \int R(x,{\sqrt {ax^{2}+bx+c}})\,dx,}
donde {\displaystyle R} es una función racional de {\displaystyle x} y de {\displaystyle {\sqrt {ax^{2}+bx+c}}}. En tales casos, el integrando se puede cambiar a una función racional usando las sustituciones de Euler.

## Primera sustitución
La primera sustitución de Euler se utiliza cuando {\displaystyle a>0}. Se sustituye
{\displaystyle {\sqrt {ax^{2}+bx+c}}=\pm x{\sqrt {a}}+t}
y se resuelve la expresión resultante para {\displaystyle x}. Se tiene que 
{\displaystyle x={\frac {c-t^{2}}{\pm 2t{\sqrt {a}}-b}}}
y el término {\displaystyle dx} se puede expresar racionalmente en {\displaystyle t}.
En esta sustitución, se puede elegir el signo positivo o el signo negativo.

## Segunda sustitución
Si {\displaystyle c>0}, se toma
{\displaystyle {\sqrt {ax^{2}+bx+c}}=xt\pm {\sqrt {c}}.}
Se resuelve para {\displaystyle x} de manera similar al caso anterior y entonces
{\displaystyle x={\frac {\pm 2t{\sqrt {c}}-b}{a-t^{2}}}.}
Nuevamente, se puede elegir el signo positivo o negativo.

## Tercera sustitución
Si el polinomio {\displaystyle ax^{2}+bx+c} tiene raíces reales {\displaystyle \alpha } y {\displaystyle \beta }, se puede elegir
{\displaystyle {\sqrt {ax^{2}+bx+c}}={\sqrt {a(x-\alpha )(x-\beta )}}=(x-\alpha )t}.
Esto produce
{\displaystyle x={\frac {a\beta -\alpha t^{2}}{a-t^{2}}},}
y como en los casos anteriores, se puede expresar el integrando entero racionalmente en {\displaystyle t}.

## Ejemplos

### Primera sustitución de Euler

#### Ejemplo 1
En la integral de 2do grado para poder analizar
{\displaystyle \int \!{\frac {\ dx}{\sqrt {x^{2}+c}}}}
se puede usar la primera sustitución y establecer {\displaystyle {\sqrt {x^{2}+c}}=-x+t}, así
{\displaystyle x={\frac {t^{2}-c}{2t}}\quad \quad \ dx={\frac {t^{2}+c}{2t^{2}}}\,\ dt}
{\displaystyle {\sqrt {x^{2}+c}}=-{\frac {t^{2}-c}{2t}}+t={\frac {t^{2}+c}{2t}}}
En consecuencia, se obtiene:
{\displaystyle \int {\frac {\ dx}{\sqrt {x^{2}+c}}}=\int {\frac {\frac {t^{2}+c}{2t^{2}}}{\frac {t^{2}+c}{2t}}}\,\ dt=\int \!{\frac {\ dt}{t}}=\ln |t|+C=\ln |x+{\sqrt {x^{2}+c}}|+C}
Con {\displaystyle c=\pm 1} se obtienen las fórmulas
{\displaystyle {\begin{aligned}\int {\frac {\ dx}{\sqrt {x^{2}+1}}}&={\mbox{arsinh}}(x)+C\\[6pt]\int {\frac {\ dx}{\sqrt {x^{2}-1}}}&={\mbox{arcosh}}(x)+C\qquad (x>1)\end{aligned}}}

#### Ejemplo 2
Para encontrar el valor de
{\displaystyle \int {\frac {1}{x{\sqrt {x^{2}+4x-4}}}}dx,}
se determina {\displaystyle t} usando la primera sustitución de Euler, {\displaystyle {\sqrt {x^{2}+4x-4}}={\sqrt {1}}x+t=x+t}. Al elevar al cuadrado ambos lados de la ecuación se obtiene {\displaystyle x^{2}+4x-4=x^{2}+2xt+t^{2}}, a partir de lo que los términos en {\displaystyle x^{2}} se cancelan. Resolviendo la ecuación, se obtiene {\displaystyle x}
{\displaystyle x={\frac {t^{2}+4}{4-2t}}.}
A partir de ahí, resulta que los diferenciales {\displaystyle dx} y {\displaystyle dt} están relacionados por
{\displaystyle dx={\frac {-2t^{2}+8t+8}{(4-2t)^{2}}}dt.}
Por lo tanto,
{\displaystyle {\begin{aligned}\int {\frac {dx}{x{\sqrt {x^{2}+4x-4}}}}&=\int {\frac {\frac {-2t^{2}+8t+8}{(4-2t)^{2}}}{({\frac {t^{2}+4}{4-2t}})({\frac {-t^{2}+4t+4}{4-2t}})}}dt\\[6pt]&=2\int {\frac {dt}{t^{2}+4}}=\tan ^{-1}\left({\frac {t}{2}}\right)+C&&t={\sqrt {x^{2}+4x-4}}-x\\[6pt]&=\tan ^{-1}\left({\frac {{\sqrt {x^{2}+4x-4}}-x}{2}}\right)+C\end{aligned}}}

### Segunda sustitución de Euler
En la integral
{\displaystyle \int \!{\frac {dx}{x{\sqrt {-x^{2}+x+2}}}},}
se puede usar la segunda sustitución y configurar {\displaystyle {\sqrt {-x^{2}+x+2}}=xt+{\sqrt {2}}}. Así
{\displaystyle x={\frac {1-2{\sqrt {2}}t}{t^{2}+1}}\qquad dx={\frac {2{\sqrt {2}}t^{2}-2t-2{\sqrt {2}}}{(t^{2}+1)^{2}}}dt,}
y
{\displaystyle {\sqrt {-x^{2}+x+2}}={\frac {1-2{\sqrt {2t}}}{t^{2}+1}}t+{\sqrt {2}}={\frac {-{\sqrt {2}}t^{2}+t+{\sqrt {2}}}{t^{2}+1}}}
En consecuencia, se obtiene:
{\displaystyle {\begin{aligned}\int {\frac {dx}{x{\sqrt {-x^{2}+x+2}}}}&=\int {\frac {\frac {2{\sqrt {2}}t^{2}-2t-2{\sqrt {2}}}{(t^{2}+1)^{2}}}{{\frac {1-2{\sqrt {2}}t}{t^{2}+1}}{\frac {-{\sqrt {2}}t^{2}+t+{\sqrt {2}}}{t^{2}+1}}}}\;dt\\&=\int \!{\frac {-2}{-2{\sqrt {2}}t+1}}dt\\&={\frac {1}{\sqrt {2}}}\int {\frac {-2{\sqrt {2}}}{-2{\sqrt {2}}t+1}}dt\\&={\frac {1}{\sqrt {2}}}\ln {\Biggl |}2{\sqrt {2}}t-1{\Biggl |}+C\\&={\frac {\sqrt {2}}{2}}\ln {\Biggl |}2{\sqrt {2}}{\frac {{\sqrt {-x^{2}+x+2}}-{\sqrt {2}}}{x}}-1{\Biggl |}+C\end{aligned}}}

### Tercera sustitución de Euler
Para evaluar
{\displaystyle \int \!{\frac {x^{2}}{\sqrt {-x^{2}+3x-2}}}\ dx,}
se puede usar la tercera sustitución y configurar {\displaystyle {\sqrt {-(x-2)(x-1)}}=(x-2)t}. Así
{\displaystyle x={\frac {-2t^{2}-1}{-t^{2}-1}}\qquad \ dx={\frac {2t}{(-t^{2}-1)^{2}}}\,\ dt,}
y
{\displaystyle {\sqrt {-x^{2}+3x-2}}=(x-2)t={\frac {t}{-t^{2}-1.}}}
A continuación,
{\displaystyle \int {\frac {x^{2}}{\sqrt {-x^{2}+3x-2}}}\ dx=\int {\frac {({\frac {-2t^{2}-1}{-t^{2}-1}})^{2}{\frac {2t}{(-t^{2}-1)^{2}}}}{\frac {t}{-t^{2}-1}}}\ dt=\int {\frac {2(-2t^{2}-1)^{2}}{(-t^{2}-1)^{3}}}\ dt.}
Como se puede ver, esta es una función racional que se puede resolver usando fracciones parciales.

## Generalizaciones
Las sustituciones de Euler se pueden generalizar permitiendo el uso de números imaginarios. Por ejemplo, en la integral {\displaystyle \textstyle \int {\frac {dx}{\sqrt {-x^{2}+c}}}}, se puede usar la sustitución {\displaystyle {\sqrt {-x^{2}+c}}=\pm ix+t}. Las extensiones a los números complejos permiten usar todo tipo de sustituciones de Euler independientemente de los coeficientes de la expresión cuadrática.
Las sustituciones de Euler se pueden generalizar a una clase más amplia de funciones. Considérense las integrales de la forma
{\displaystyle \int R_{1}{\Big (}x,{\sqrt {ax^{2}+bx+c}}{\Big )}\,\log {\Big (}R_{2}{\Big (}x,{\sqrt {ax^{2}+bx+c}}{\Big )}{\Big )}\,dx,}
donde {\displaystyle R_{1}} y {\displaystyle R_{2}} son funciones racionales de {\displaystyle x} y {\displaystyle {\sqrt {ax^{2}+bx+c}}}. Esta integral se puede transformar mediante la sustitución {\displaystyle {\sqrt {ax^{2}+bx+c}}={\sqrt {a}}+xt} en otra integral
{\displaystyle \int {\tilde {R}}_{1}(t)\log {\big (}{\tilde {R}}_{2}(t){\big )}\,dt,}
donde {\displaystyle {\tilde {R}}_{1}(t)} y {\displaystyle {\tilde {R}}_{2}(t)} ahora son simplemente funciones racionales de {\displaystyle t}. En principio, utilizando la factorización y la descomposición en fracciones simples se puede dividir la integral en términos simples, que se pueden integrar analíticamente mediante el uso de la función dilogaritmo.